# Okrug Sabinov
Okrug Sabinov (slovački: Okres Sabinov) nalazi se u istočnoj Slovačkoj u  Prešovskom kraju. U okrugu živi 61 542 stanovnik, dok je gustoća naseljenosti 112,82 stan/km². Ukupna površina okruga je 545,44 km². Glavni grad okruga Sabinov je istoimeni grad  Sabinov s 12 169 stanovnika.

## Stanovništvo
| Godina:     | 1993.  | 2003.   | 2013.   | 2023.   |
| ----------- | ------ | ------- | ------- | ------- |
| Broj ljudi: | 50 703 | 54 984  | 58 721  | 61 542  |
| Razlika:    |        | +8,44 % | +6,79 % | +4,80 % |

| Godina:     | 2022.  | 2023.   |
| ----------- | ------ | ------- |
| Broj ljudi: | 61 077 | 61 542  |
| Razlika:    |        | +0,76 % |

## Gradovi
- Sabinov
- Lipany

## Općine
| - Bajerovce - Bodovce - Brezovica - Brezovička - Červená Voda - Červenica pri Sabinove - Daletice - Drienica - Dubovica - Ďačov - Hanigovce - Hubošovce - Jakovany - Jakubova Voľa | - Jakubovany - Jarovnice - Kamenica - Krásna Lúka - Krivany - Lúčka - Ľutina - Milpoš - Nižný Slavkov - Olejníkov - Oľšov - Ostrovany - Pečovská Nová Ves - Poloma | - Ratvaj - Ražňany - Renčišov - Rožkovany - Šarišské Dravce - Šarišské Michaľany - Šarišské Sokolovce - Tichý Potok - Torysa - Uzovce - Uzovské Pekľany - Uzovský Šalgov - Vysoká |

### Ostali projekti
|  | Zajednički poslužitelj ima još gradiva o temi Okrug Sabinov |